# Papilloculiceps longiceps
Papilloculiceps longiceps is een vis uit de familie van platkopvissen, orde van schorpioenvisachtigen (Scorpaeniformes), waartoe ook de schorpioenvissen en steenvissen behoren.

## Beschrijving
De vis heeft een platte vorm en is uitstekend gecamoufleerd. Doordat hij zijn kleur aan de achtergrond aanpast, blijft de vis vaak onopgemerkt. De ogen zijn bedekt met huidplooien of flappen die bijdragen aan de camouflage.

## Leefgebied
Papilloculiceps longiceps komt vooral voor in de buurt van koraalriffen in de tropische delen van de westelijke Indische Oceaan en in de Rode Zee.

## Leefwijze
Het voedsel bestaat uit kleine vissen en schaaldieren. De vis ligt meestal roerloos op de zandbodem of op een koraaltak, op de loer naar zijn prooi.

## Verwarring met verwante soorten
Deze soort is in sommige gebieden bekend onder de lokale naam "krokodilvis". In het Indo-Pacifisch gebied komt ook een "krokodilvis" voor. Dit is Cymbacephalus beauforti, een andere soort uit dezelfde familie.